# Kounice
Kounice – miasteczko i gmina w Czechach, w powiecie Nymburk, w kraju środkowoczeskim. Według danych z dnia 1 stycznia 2013 liczyła 1 181 mieszkańców.